# 丁克洛斯中学
丁克洛斯学校（英語：Dean Close School），坐落于英格兰西南部的切尔滕纳姆，是一所接收3-18岁学生的公学。学校由幼儿园，小学和中学组成，共占地50英亩。
学校建于1886年，起初只招收男生，直至1970年转变为男女混合教育。学校提供全日制教育与寄宿。儿童从三岁起即可入学幼儿园，年龄最大的学生可至十八岁。
丁克洛斯学校的校长布拉德利·索尔兹伯里是校长协会(Headmasters' and Headmistresses' Conference, 缩写HMC）的一名成员。
小学部主管帕蒂·摩丝是独立小学联合会和唱诗班学校联合会的一名成员。

## 历史
学校的原名为“丁克洛斯纪念学校”，于1886年建校，是103所维多利亚公学中第79所。第一次世界大战中超过120名学生遇难，71名年轻人在在第二次世界大战中遇难。他们的名字被记录在1923年建成的小教堂中。